# Ptychocaulidae
Ptychocaulidae zijn een uitgestorven familie van weekdieren uit de klasse van de Gastropoda (slakken).

## Taxonomie
De volgende geslachten zijn bij de familie ingedeeld:
- Barroisocaulus Gubanov, Blodgett & Lutochkin, 1995 †
- Gasconadia Weller & St Clair, 1928 †
- Medfracaulus Rohr, Blodgett & Frýda, 2003 †
- Melissosoa J. M. Clarke, 1909 †
- Ptychocaulus Perner, 1907 †
- Vetotuba Etheridge, 1890 †